# Milan (Indiana)
Pour les articles homonymes, voir Milan (homonymie).
Milan est une ville des États-Unis située dans les townships de Franklin (en) et de Washington (en), dans le comté de Ripley (État d'Indiana). 
La population de la ville était de 1 899 habitants au recensement de 2010.